# Manuel Ott
Manuel Gelito Ott (ur. 6 maja 1992 w Monachium) – filipiński piłkarz niemieckiego pochodzenia grający na pozycji pomocnika w klubie Terengganu FC.

## Kariera juniorska
Ott grał jako junior w SV Ilmmünster, FSV Pfaffenhofen, TSV 1860 München (do 2009) i FC Ingolstadt 04 (2009–2010).

## Kariera seniorska

### FC Ingolstadt 04 II
Ott zadebiutował w rezerwach FC Ingolstadt 04 24 marca 2010 w meczu z TSG Thannhausen (2:0). Pierwszą bramkę zdobył 25 lipca 2010 w przegranym 2:4 spotkaniu przeciwko FC Eintracht Bamberg. Łącznie rozegrał dla nich 104 mecze i strzelił 15 goli.

### Azjatyckie kluby
17 września 2014 Ott przeszedł do Ceres-Negros FC. Rozegrał dla nich 61 meczów i strzelił 10 goli. 21 stycznia 2019 przeniósł się do Ratchaburi Mitr Phol FC. Wystąpił w ich barwach dwukrotnie, nie zdobył żadnej bramki. 6 lutego 2020 ponownie został zawodnikiem Ceres-Negros FC, wówczas funkcjonującego już pod nową nazwą United City FC. Po powrocie rozegrał dla nich 7 meczów i strzelił jednego gola. 12 lutego 2021 trafił do Melaka FC, w barwach którego wystąpił 22 razy i zdobył dwie bramki. 1 stycznia 2022 przeszedł do Terengganu FC. Rozegrał dla nich 32 mecze i strzelił 6 goli. 13 grudnia 2022 przeniósł się do Kedah Darul Aman FC. W ich barwach wystąpił 26 razy i zdobył 6 bramek. 10 marca 2024 wrócił do Terengganu FC.

## Kariera reprezentacyjna

### Młodzieżowe reprezentacje Filipin
W 2009 roku Ott otrzymał powołanie do reprezentacji Filipin U-19. W 2011 został powołany do reprezentacji Filipin U-23. Wystąpił w jej barwach 4 razy i zdobył dwie bramki.

### Filipiny
Ott zadebiutował w seniorskiej reprezentacji Filipin 16 stycznia 2010 w meczu z Tajwanem (0:0). Pierwszą bramkę zdobył 14 listopada 2014 w wygranym 3:0 spotkaniu przeciwko Kambodży.

### Bramki w reprezentacji
| Lp. | Data              | Miejsce                             | Przeciwnik     | Bramka | Rezultat | Ranga meczu            |
| --- | ----------------- | ----------------------------------- | -------------- | ------ | -------- | ---------------------- |
| 1.  | 14 listopada 2014 | Rizal Memorial Stadium, Manila      | Kambodża       | 2:0    | 3:0      | Mecz towarzyski        |
| 2.  | 25 listopada 2014 | Stadion Narodowy Mỹ Đình, Hanoi     | Indonezja      | 2:0    | 4:0      | Mistrzostwa ASEAN 2014 |
| 3.  | 30 marca 2015     | Malab al-Bahrajn al-watani, Ar-Rifa | Bahrajn        | 1:2    | 1:2      | Mecz towarzyski        |
| 4.  | 29 marca 2016     | Rizal Memorial Stadium, Manila      | Korea Północna | 2:2    | 3:2      | el. do MŚ 2018         |